# Combattimento di San Giorgio
Il combattimento di San Giorgio è stato uno scontro militare tra le forze francesi del generale MacDonald e le forze russe del generale Suvorov, avvenuto il 20 giugno 1799. Avviene nel contesto della guerra della Seconda Coalizione.
Durante la campagna del generale russo in Italia, le forze della coalizione e quelle dell'Armata di Napoli del generale francese vennero a scontrarsi sulla Trebbia: il risultato fu una netta vittoria per i primi. Le forze di MacDonald cercarono di ritirarsi, sperando di riunirsi alle forze di Jean Moreau verso Genova: i combattimenti di San Giorgio sono il risultato di questi movimenti.

## Antefatti
Dopo la sconfitta di Cassano d'Adda, le forze dell'Armata di Napoli furono richiamate nel nord Italia per unirsi all'esercito di Moreau ed affrontare le forze della coalizione. Dopo una faticosa risalita degli Appennini, MacDonald giunse in Emilia-Romagna nei primi giorni di giugno.
Rafforzato dall'arrivo della divisione di Victor, sconfisse le forze del generale Hohenzollern a Modena e si diresse verso ovest, con l'obiettivo di incontrare l'Armata d'Italia nei pressi della valle del Trebbia. Sfortunatamente per i francesi, il generale Suvorov aveva marciato con il suo esercito per intercettare le forze repubblicane prima che potessero incontrare la loro controparte, che aveva appena lasciato i monti della Liguria per la pianura Padana.
I due schieramenti si affrontarono in una battaglia durata tre giorni: le forze di Suvorov riuscirono a respingere sistematicamente i tentativi di avanzata delle forze francesi, infliggendo loro terribili perdite. La mattina del 20 giugno, MacDonald fece allontanare i suoi uomini dal teatro degli scontri del giorno precedente: compreso di non avere la minima possibilità di vittoria, cercò di salvare gli uomini rimasti e cercare di sfuggire agli uomini di Suvorov, che si erano dati alla loro ricerca.

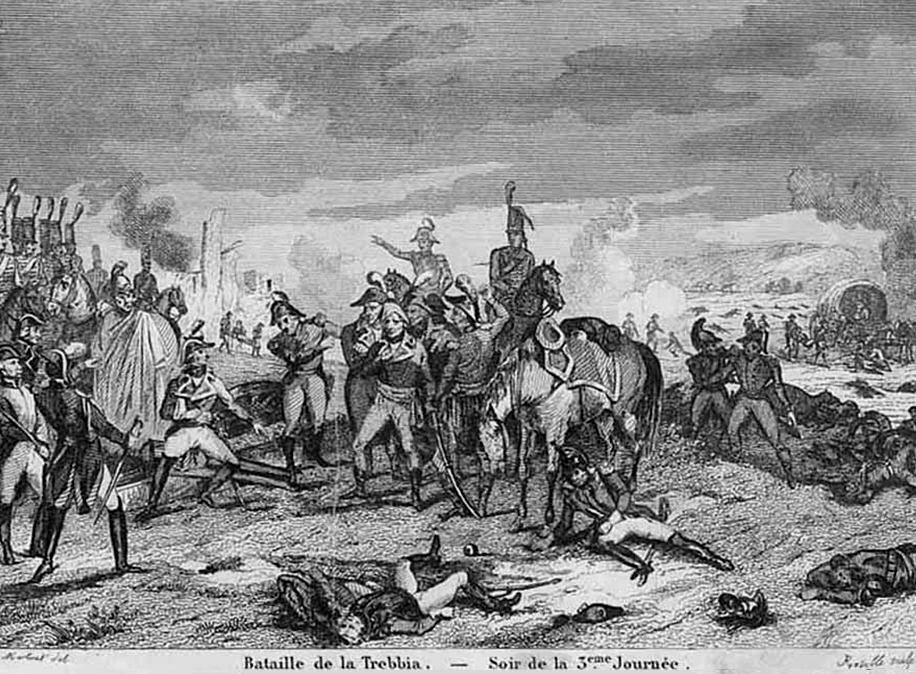
Terzo giorno della battaglia della Trebbia

## La battaglia
Il generale Claude-Victor Perrin occupava San Giorgio con la sua divisione a protezione dei passaggi sulla Nure quando venne attaccato dalle forze di Suvorov, che avevano seguito le sue tracce. Victor e i suoi uomini, il 17º reggimento di fanteria di linea, resistettero per qualche tempo, riuscendo persino a respingere le prime cariche di cavalleria di Karaczay e a distruggere due cannoni con il fuoco della propria artiglieria. Con il sopraggiungere del grosso dell'esercito russo, che si disponeva ad avvolgerlo guadando il fiume a monte e a valle di San Giorgio, Victor fu costretto a indietreggiare.
Suvorov, per piegare l'ostinata resistenza dei francesi, ordinò a Bagration di condurre un attacco alla baionetta, caricando contro il villaggio. A completare l'attacco, sei squadroni di cavalleria di Shveikovsky attaccarono i fianchi del reggimento di Victor, completando una manovra a tenaglia. Circondati, i francesi rimasti nel villaggio dovettero arrendersi al nemico. Le restanti truppe di Victor scamparono parte verso Cadeo, parte verso Castell'Arquato. La colonna di Rosenberg inseguì i fuggitivi sino a Chiavenna e trascorse la notte a Montenaro.

## Conseguenze
I russi riuscirono a catturare altri 1029 uomini, 4 cannoni e diversi vagoni, uno dei quali conteneva persino la corrispondenza del generale Victor.
Gli uomini di MacDonald e Victor riuscirono, sebbene malconci e demoralizzati ad attraversare l'Appennino e giungere in Toscana il 23 giugno. Nelle settimane seguenti riuscirono a ricongiungersi alle forze di Moreau, nel frattempo ritornate sulle loro posizioni in Liguria dopo la notizia della terribile sconfitta.